# 马来西亚伊斯兰组织协商理事会
马来西亚伊斯兰组织协商理事会（缩写为MAPIM），是一个马来西亚伊斯兰教非政府组织联合体。该联合体成立于2012年10月29日，致力于促进国内各伊斯兰组织之间的交流与合作，推广伊斯兰教文化和价值观。此外，该组织还参与向遭受自然灾害和战争等人道主义危机影响的国家提供援助和支持。该组织政治立场为反美和反以色列。